# 亡命之徒 (电视剧)
《亡命之徒》（英語：Quarry）是一部美国电视剧，根据麦克斯·艾伦·科林斯的小说改编。该剧共8集，第一季2016年9月由Cinemax首播。剧情地点主要在孟菲斯，而拍摄是在孟菲斯和新奥尔良进行的。
该剧讲述麦克·康威--一名退役海军陆战队队员的故事。他于1972年从越南战争回到自己在孟菲斯的家后，发现所爱的人疏远他，周围的人也将其视为异类。他想摆脱过去，但被迫卷入了一个活动于密西西比河沿岸的犯罪团伙。